# イボヨフバイ
イボヨフバイ（Nassarius coronatus）は、 熱帯太平洋の砂底に棲む約3cm以下のムシロガイ科に属する巻貝である。普段は砂にもぐり長い水管を砂上に出し、近くの死肉などが感知されると、急いではい出して餌に多数群がって食べつくすので、海や水族館の掃除屋さんと呼ばれる。

## 外観
貝殻は、螺層の上端にイボ状の隆起が並ぶのと殻口の外側に縦肋状の襞がある以外、表面はほぼ平滑。殻口内面には螺肋が密に並び褐色の帯が見える。成長すると軸唇に白い滑層が広がる。

## 分布
奄美諸島以南、インド-太平洋域に分布。潮間帯下部の細砂底に生息。

## 人との関係
旧石器時代には、ムシロ貝類の貝殻が飾り珠として集められていた。学名のcoronatusは「冠を戴いた」の意味。中国福建省ではムシロ貝を酒の肴として調理されることがあるが、麻酔性神経毒に中ることがあるので、避けるように呼びかけられている。ただし危険性があるNassarius属の14種のなかに本種は記載されていない。
　